# والریا
والریا (به انگلیسی: Valeriya) نام هنری آلا یوریونا پرفیلووا (به روسی: Алла Юрьевна Перфилова) (متولد ۱۷ آوریل ۱۹۶۸ در آتکارسک روسیه)، زنی خواننده از روسیه است.

## زندگی‌نامه

### سال‌های اولیه
والریا در ۱۷ آوریل ۱۹۶۸ میلادی در شهر کوچک آتکارسک (منطقهٰ ساراتوفسکی) در میانه‌های روسیه در خانواده‌ای از موسیقی‌دانان کلاسیک به دنیا آمد. او در تنها مدرسهٰ موسیقی شهر خود، جایی که پدرش، یوری ایوانوویچ، یک کارگردان و مادرش، گالینا نیکولائونا، یک معلم بود به فراگیری پیانو پرداخت. او از آغاز دوران کودکی خود متوجه بود که قصد او تبدیل شدن به یک خواننده است.